# Florin Iacob
Florin Iacob (sinh ngày 16 tháng 8 năm 1993) là một cầu thủ bóng đá người România thi đấu ở vị trí thủ môn cho đội bóng Liga II UTA Arad.